# Слєсаренко Віктор Михайлович
Віктор Михайлович Слєсаренко (нар. 27 травня 1951, Запорізька область) — український діяч, начальник відділу слідчого управління УВС Запорізької області. Народний депутат України 1-го скликання. 

## Біографія
Народився у родині робітника. Служив у Радянській армії.
Закінчив Харківський юридичний інститут імені Дзержинського, юрист.
Працював слідчим Орджонікідзевського районного відділу Управління внутрішніх справ УРСР міста Запоріжжя.
Член КПРС до 1991 року.
З 1982 року — працівник слідчого апарату, начальник відділу слідчого управління УВС Запорізької області.
18.03.1990 року обраний народним депутатом України, 2-й тур, 49,67 % голосів, 8 претендентів. Член Комісії ВР України з питань правопорядку та боротьби із злочинністю.
Нагороджений медалями.